# Pistoleta

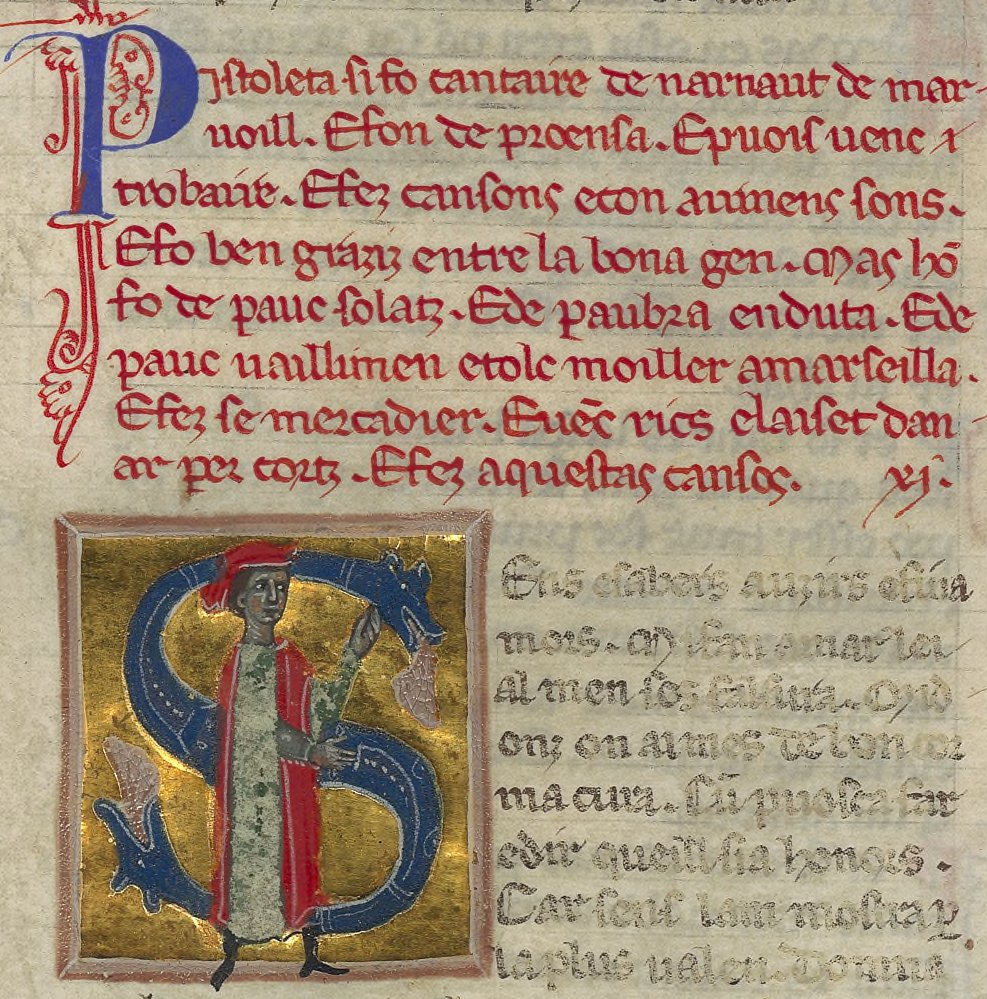
BnF ms. 12473 fol. 123

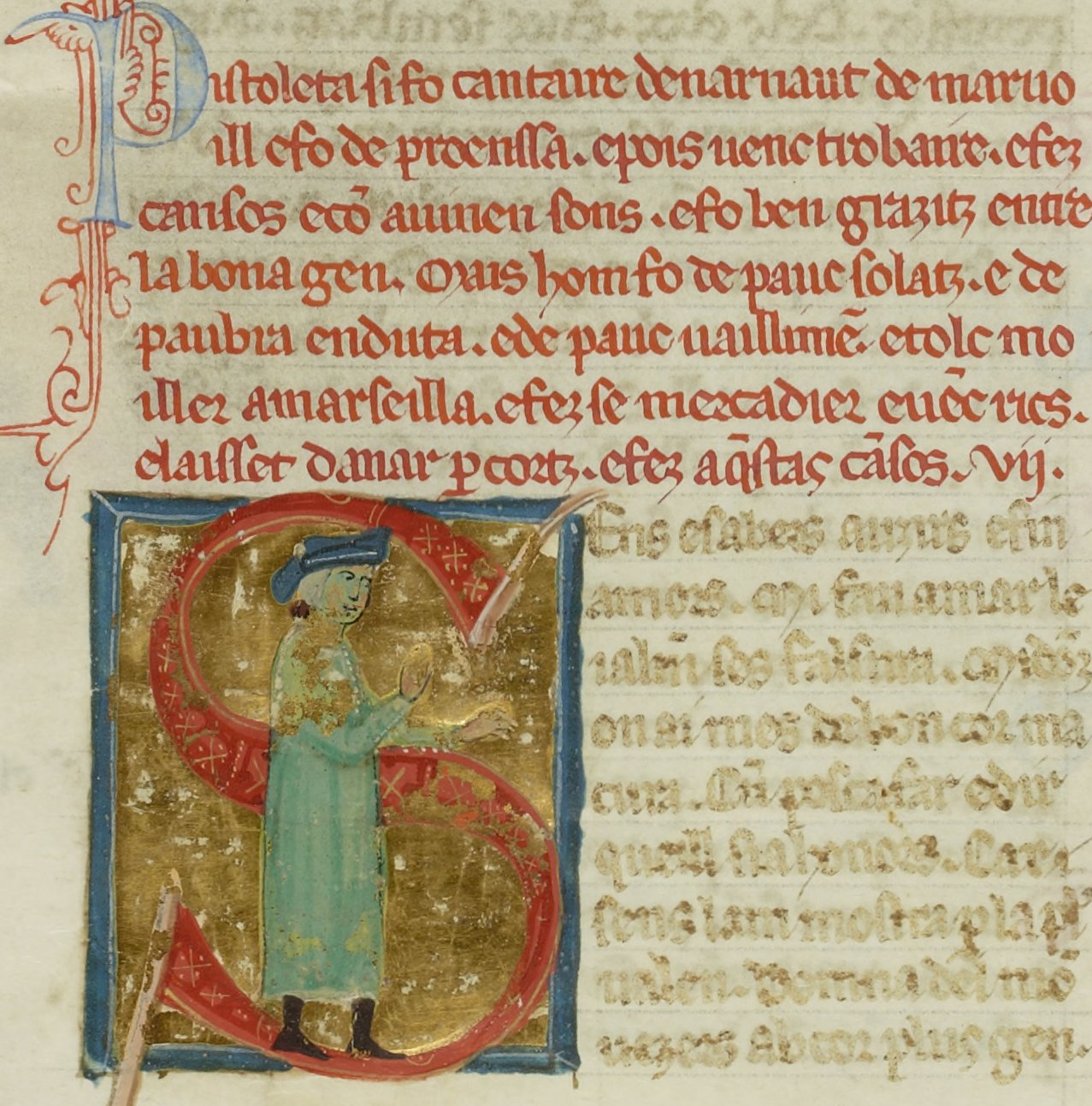
BnF ms. 854 fol. 137v

Pistoleta   (segle XII - valor desconegut) fou un trobador occità. Se'n conserven onze composicions.

## Biografia
No es conserven referències en documents d'arxiu d'aquest trobador. Segons la seva vida, era de Provença i "cantaire" d'Arnaut de Maruelh. Això seria adient amb el seu nom (sobrenom): Pistoleta significa "petita epístola, petita carta o missiva", i com a joglar hauria estat encarregat de transmetre i portar les cançons d'un trobador. La vida, després de fer una apreciació de la seva música, acaba dient que es casà a Marsella i s'enriquí com a mercader, cosa no verificable en absolut.
Pel que fa a la cronologia, en cinc composicions cita el rei d'Aragó, Pere II, i li dedicà uns versos a la seva mort (1213). La seva tensó amb Blacatz ha estat datada per l'editor el 1228. Si realment havia estat joglar d'Arnaut de Maruelh, com diu la vida, la seva activitat com a joglar es remuntaria als darrers anys del segle xii.

## Obra
Se'n conserven 11 composicions: nou cançons i dues tensos. Es conserva la música de la cançó-sirventès (372,3) Ar agues eu mil marcs de fin argen, que és la seva peça més original i coneguda.

### Cançons
- (372,1)[3] Ai! Tan sospir mi venon noit e dia
- (372,2) Anc mais nulhs hom no fon apoderatz
- (372,3) Ar agues eu mil marcs de fin argen
- (372,4a) Ja nuls amanz no s fegna
- (372,4b) La maier temenza
- (372,5) Manta gent fas meravelhar
- (372,6) Plus gais sui q'eu non sueill
- (372,7) Sens e sabers, auzirs e fin' amors
- (372,8) Se chantars fos grazitz

### Tensó
- (372,4) Bona domna, un conseill vos deman (tensó fictícia o amb una dama desconeguda)
- (372,6a = 97,13) Segner Blacatz, pos d'amor[4]